# 贝贝 (歌手)
María Nieves Rebolledo Vila（1978年5月9日—）。其艺名为贝贝（Bebe），西班牙著名创作型女歌手及演员，因“Malo”和“ELLa”两首单曲迅速在国际上走红，其歌曲多为充满感情和激情。

## 个人生活
歌手贝贝1978年5月9日出生于瓦伦西亚，尽管只在那里生活了一个。根据她个人的官方网站介绍：“这个埃斯特雷马杜拉女孩生长在萨夫拉和蒙蒂霍，她依恋她生长的故乡、她的家人和她人乡亲；她享受带着新的唱片、新的歌曲和新的愿景开始新的探险。”
贝贝成长在一个充满音乐的环境里。她的父母曾是一个名叫《folk Suberina》音乐组合的成员。